# Marco Cugno
Marco Cugno (n. 1939, Avigliana, Piemont, Italia – d. 5 iunie 2012, Torino, Italia) a fost un lingvist și traducător italian. A fost profesor de limba și literatură română la Universitatea din Torino și traducător din literatura română.

## Biografie
S-a născut în 1939 în localitatea Avigliana din provincia Torino și a absolvit studii la Facultatea de Litere și Filosofie a Universității din Torino. După absolvirea facultății, la recomandarea profesorului Giovanni Getto (1913-2002), a candidat pentru un post de lector de limba italiană la o universitate din străinătate și a obținut singurul post disponibil în România.
Tânărul Marco Cugno a fost lector de italiană la Universitatea din București din 1965 până în 1969, fiind membru al Catedrei de Limbă și Literatură Italiană (conduse de Nina Façon). Soția sa, Marisa Ragazzone, cu care s-a căsătorit în 1966, l-a urmat la București, unde s-a născut în 1968 fiica sa, Federica. Potrivit propriilor mărturisiri, Marco Cugno s-a apropiat de cultura română „prin intermediul poeziei (a tinerilor poeți de atunci: Sorescu, Nichita Stănescu, Ana Blandiana ș.a. și a clasicilor din secolul XX: Bacovia, Arghezi, Blaga, Barbu). Această literatură, poezia îndeosebi, a exercitat o atracție aparte asupra mea, pe care, în imposibilitatea de a o defini, aș putea să o numesc cu expresia lui Nichita Stănescu din Cartea de citire, «tulburătorul nu știu ce».” Premiera piesei Iona (1968), în regia lui Andrei Șerban, l-a stimulat să realizeze o traducere italiană pe care a trimis-o la Teatro Stabile din Torino; piesa nu a fost montată însă în Italia, dar traducerea lui Cugno a fost elogiată de Gian Renzo Morteo, un traducător reputat al operei lui Eugen Ionescu.
S-a întors în Italia în 1969 și, după ieșirea la pensie a prof. Mario Ruffini, i s-a propus să ocupe postul de profesor de limba și literatura română la Universitatea din Torino, dar a refuzat dintr-un exces de modestie și a devenit prin concurs profesor de materii literare și ulterior director la Liceo Scientifico «Ettore Majorana» din Moncalieri. Zece ani mai târziu, în 1979, după încheierea activității prof. Ovidiu Drimba, Marco Cugno a candidat pentru postul de profesor de limba și literatura română la Universitatea din Torino, pe care l-a ocupat începând din anul universitar 1979-1980. A fost numit conferențiar în anul 1984 și profesor universitar în anul 2000, fiind transferat începând din 1997 la nou înființata Facultate de Limbi și Literaturi Străine. A predat acolo până în anul universitar 2010-2011, când a ieșit la pensie.
Contribuția profesorului Cugno la promovarea culturii române în Italia a fost remarcată de autoritățile României, care i-au conferit Medalia comemorativă „150 de ani de la nașterea lui Mihai Eminescu” (2000) și Ordinul național Serviciul Credincios în grad de Mare Ofițer (2003). Marco Cugno a fost distins cu titlul de Profesor honoris causa al Universității din București (2007) și cu titlul de Doctor honoris causa al Universității Babeș-Bolyai din Cluj-Napoca (2008).
În anul 2000 i s-a descoperit o tumoare canceroasă și a fost operat la Spitalul Molinette din Torino, pentru ca, doi ani mai târziu, să-i fie diagnosticat un cancer la plămâni și să fie operat din nou în vara anului 2002. A supraviețuit acestei ultime operații încă zece ani și a murit la 5 iunie 2012 la Torino.

## Activitatea științifico-literară
În cursul îndelungatei sale cariere a realizat o activitate epuizantă de documentare în domeniul limbii și literaturii române, fiind autorul unei opere formate din 130 de lucrări. Călătorea deseori în România, de unde revenea cu o valiză plină de cărți, pe care le studia cu pasiune. A combinat activitatea didactică cu cercetarea științifică, plângându-se adesea că îi rămâne prea puțin timp pentru a publica alte lucrări dedicate literaturii române. Profesorul Cugno a alcătuit și prefațat o serie de antologii dedicate literaturii române: Poesia romena d'avanguardia. Testi e manifesti da Urmuz a Ion Caraion (1980), Folclore letterario romeno: antologia di testi (1981; împreună cu prof. Dumitru Loșonți, lector de limba română la Torino), Nuovi poeti romeni (1986), La poesia romena del Novecento (1996) - cu selecții din poeții români ai secolului al XX-lea printre care George Bacovia, Tudor Arghezi și Mircea Cărtărescu etc. A scris un studiu în limba italiană cu privire la geneza poemului „Luceafărul” al lui Mihai Eminescu, pe care lingvistul Lorenzo Renzi de la Universitatea din Padova l-a caracterizat drept „un eseu rar de critică a variantelor (sau critică genetică așa cum se numește astăzi, sub influența franceză) [...], poate cea mai bună lucrare a sa, cea pe care eu însumi, dacă aș fi putut, mi-ar fi plăcut să o scriu”.
Marco Cugno a debutat ca traducător cu piesa Paracliserul din trilogia Setea muntelui de sare a lui Marin Sorescu, publicată în revista Il Dramma (nr. 10/1969). Debutul în volum a avut loc cu antologia argheziană bilingvă Accordi di parole. Poesie 1927-1967 (1972). Cugno a tradus din română în italiană poezie și proză scrisă de Tudor Arghezi, Lucian Blaga, Nichita Stănescu, Marin Sorescu, Ana Blandiana, Constantin Noica, Adrian Marino, Mihail Sadoveanu, Zaharia Stancu, Mircea Eliade, Paul Goma, Norman Manea. A fost prieten cu unii dintre aceștia: Marin Sorescu (pe care l-a cunoscut în perioada cât a fost lector la București), Ana Blandiana și Norman Manea. El a fost traducătorul principal al operei lui Norman Manea în limba italiană, făcând ca autorul român să devină cunoscut publicului italian. Una dintre ultimele sale traduceri a fost cea a romanului Baltagul al lui Mihail Sadoveanu, pe care nu a putut să o publice în timpul vieții din cauza pretențiilor financiare prea mare ale descendenților scriitorului (fapt care l-a amărât mult) și care a apărut postum.
În 1973 a obținut Premiul extraordinar „Leone Traverso” pentru debut, ca parte a Premiului „Città di Monselice” pentru traducere literară și științifică, pentru volumul Accordi di parole: poesie, 1927-1967 după Tudor Arghezi și în 1997 a primit Premiul Uniunii Scriitorilor din România pentru antologia La poesia romena del Novecento (da G. Bacovia a Mircea Cărtărescu). A mai obținut premiul pentru promovarea literaturii române în străinatate al Salonul Național de Carte din Cluj-Napoca (1998), premiul „Giuseppe Acerbi” – Castel Goffredo (provincia Mantova) pentru traducerile din literatura română (2005) și Premiul Uniunii Scriitorilor pentru traducerile din literatura română, în cadrul Festivalului internațional „Zile și nopți de literatură” (Mangalia-Neptun) (2007). Numele său a fost introdus în Dicționarul general al literaturii române al Academiei Române, coordonat de Eugen Simion, vol. II (C-D), Ed. Univers Enciclopedic, București, 2004.
Prin antologiile de literatura română pe care le-a alcătuit și prin traducerile sale, profesorul Marco Cugno a contribuit într-un mod esențial la cunoașterea literaturii române în Italia. A fost, printre altele, membru fondator al Associazione Italiana di Romenistica. Profesoara Smaranda Bratu Elian de la Universitatea din București care l-a cunoscut încă de la sfârșitul anilor 1960, când i-a fost studentă, a scris că Marco Cugno era „extrem de bine pregătit, serios dar vesel, cordial dar rezervat, deschis oricărui dialog dar susținându-și cu blândă fermitate punctul de vedere, și în plus tânăr și luminos”. În ultimii ani de viață a pregătit materialele pentru o monografie dedicată scriitorului Norman Manea, o monografie dedicată prozei fantastice a lui Mircea Eliade, pe care urma să o scrie în colaborare cu Roberto Scagno, o traducere din opera Anei Blandiana și un studiu introductiv referitor la dialectica intertextualității între roman și balada „Miorița”.

## Scrieri
- (cu Marin Mincu) I canti narrativi romeni. Analisi semiologica, Centro di ricerche semiotiche di Torino, Torino, 1977
- (ed. cu Marin Mincu) Poesia romena d'avanguardia. Testi e manifesti da Urmuz a Ion Caraion, Feltrinelli, Milano, 1980
- (ed. cu Dumitru Loșonți) Folclore letterario romeno: antologia di testi, Regione Piemonte, Torino, 1981
- (ed. cu Marin Mincu) Nuovi poeti romeni, Vallecchi, Florența, 1986
- (ed.) Poesia romena, Approdi, Marzorati Editore, Settimo Milanese, 1996
- (ed.) La poesia romena del Novecento: studio introduttivo, antologia, traduzione e note, Edizioni dell'Orso, Alessandria, 1996 (ed. a II-a, 2008)
- Mihai Eminescu. Nel laborator di «Luceafărul». Studio e testi, Edizioni dell'Orso, Alessandria, 2007

### Traduceri
- Marin Sorescu, 80 poezii, 80 poesie, Editura Eminescu, București, 1969 (ed. a II-a, 1972)
- Tudor Arghezi, Accordi di parole: poesie, 1927-1967, prefață și traducere de Marco Cugno, G. Einaudi, Torino, 1972
- Zaharia Stancu, Quanto ti ho amato (Ce mult te-am iubit), prefață și traducere de Marco Cugno, Mursia, Milano, 1974
- Marin Sorescu, Giona : tragedia in quattro quadri (Iona), Amministrazione provinciale di Napoli, Assessorato ai problemi della gioventu e f. p., Napoli, 1980
- Norman Manea, Ottobre, ore otto (Octombrie, ora opt), Serra e Riva Editori, Milano, 1990 (ed. a II-a, Il Saggiatore, Milano, 1998)
- Constantin Noica, Sei malattie dello spirito contemporaneo (Șase maladii ale spiritului contemporan), Il Mulino, Bologna, 1993
- Constantin Noica, Pregate per il fratello Alessandro, Il Mulino, Bologna, 1994
- Lucian Blaga, Trilogia della cultura. Lo spazio mioritico (Trilogia culturii. Spațiu mioritic), în colaborare cu Riccardo Busetto, Edizioni dell'Orso, Alessandria, 1994
- Adrian Marino, Teoria della letteratura, tr., ed. it. și introd. de M. Cugno, Il Mulino, Bologna, 1994
- Norman Manea, Un paradiso forzato (Fericirea obligatorie), în colaborare cu Luisa Valmarin, Feltrinelli, Milano, 1994 (ed. nouă, Felicità obbligatoria, Il Saggiatore, Milano, 2008)
- Norman Manea, Clown: il Dittatore e l’Artista, Il Saggiatore, Milano, 1995 (ed. nouă completată, 1999; ed. nouă, 2004)
- Marin Sorescu, Poezii, Poesie, Poems, Arti Grafiche Giacone, Torino-București, 1995
- Norman Manea, La busta nera (Plicul negru), Baldini e Castoldi, Milano, 1999 (ed. nouă revăzută: Il Saggiatore, Milano, 2009)
- Norman Manea, Il ritorno dell'huligano. Una vita (Întoarcerea huliganului), Il Saggiatore, Milano, 2004 (ed. a II-a, 2007; ed. a II-a, Il saggiatore tascabili, Milano, 2012)
- Răsvan Popescu, Fundesac : romanzo (Prea târziu), tr. și notă introd., Humanitas, București, 2005 (ed. a II-a, Bonanno Editore, Acireale-Roma, 2010)
- Norman Manea, La quinta impossibilità. Scrittura d’esilio (A cincea imposibilitate), Il Saggiatore, Milano, 2006
- Paul Goma, L'arte della fuga : una fanciulezza in Transilvania (Arta refugii), Voland, Roma, 2007
- Ana Blandiana, Progetti per il passato e altri racconti (Proiecte de trecut și alte povestiri), Edizioni Anfora, Milano, 2008
- Norman Manea, Il rifugio magico (Vizuina), Il Saggiatore, Milano, 2011
- Norman Manea, Al di là della montagna. Paul Celan e Benjamin Fondane, dialoghi postumi (Dincolo de munți), Il saggiatore, Milano, 2012
- Mihail Sadoveanu, La scure (Baltagul), Casa editrice Atmosphere Libri, Roman 2015[23]

## Distincții
- Medalia comemorativă „150 de ani de la nașterea lui Mihai Eminescu” (2000) „pentru contribuția avută la răspândirea operei eminesciene prin realizarea unor traduceri de înaltă ținută”[11]
- Ordinul național Serviciul Credincios în grad de Mare Ofițer (2003) „pentru deosebitele contribuții științifice la studierea limbii, civilizației și istoriei românești, pentru răspândirea acestor cunoștințe în Republica Italiană și pentru promovarea legăturilor tradiționale de prietenie dintre cele două națiuni”[12]

## Legături externe
- http://www.orizonturiculturale.ro/it_interventi_In-memoriam-Marco-Cugno.html (scurtă biografie scrisă de Lorenzo Renzi, cu imagine)